# Résonance de Lindblad
Une résonance Lindblad, du nom de l'astronome suédois Bertil Lindblad, est une résonance orbitale d'un objet dont la fréquence épicyclique est un multiple entier d'une certaine force d'entrainement harmonique. Les résonances de ce type ont tendance à augmenter l'excentricité orbitale de l'objet et à aligner la longitude de son périapse en phase avec la force d'entrainement. Les résonances de Lindblad produisent des ondes de densité en spirale autant dans les galaxies, qui s'ajoutent à celles créant les bras des galaxies spirales, que dans les anneaux de Saturne où la force d'entrainement provient des lunes de la planète.
Dans une galaxie, une résonance de Lindblad affecte les étoiles à une distance de son centre qui correspond où la fréquence naturelle de la composante radiale de la vitesse orbitale d'une étoile est près de la fréquence des maximums de potentiel gravitationnel rencontrés au cours de son parcours dans les bras spiraux. Si la vitesse orbitale d'une étoile autour du centre galactique est supérieure à celle de la partie du bras spiral à travers laquelle elle passe, alors une résonance Lindblad interne se produit et si elle est plus petite, c'est alors une résonance Lindblad externe. Lors d'une résonance interne, la vitesse orbitale de l'étoile augmente déplaçant ainsi l'étoile vers l'intérieur. La résonance externe diminue la vitesse de l'étoile et la déplace vers l'extérieur.